# Calfa
Calfa – wieś w Rumunii, w okręgu Tulcza, w gminie Topolog. W 2011 roku liczyła 152 mieszkańców.